# Caupolicán (poema)
Caupolicán es un soneto escrito por el poeta nicaragüense Rubén Darío en 1888 en homenaje al héroe Caupolicán que en el siglo  XVI, lideró la resistencia del pueblo mapuche contra los conquistadores españoles que llegaron al actual Chile.

## Publicación
El poema Caupolicán fue publicado por primera vez el 11 de noviembre de 1888 en el periódico chileno La Época, con el título de "El Toqui" que después cambió a Caupolicán. Darío que ya había publicado la primera edición de su libro Azul... en julio de 1888, lo incluyó en la segunda edición, que vio la luz en Guatemala en 1890. El poema se encuentra dedicado al escritor y periodista Enrique Hernández Miyares. 

## Temática
El poema narra la prueba a la que se somete Caupolicán para ser elegido como Toqui o caudillo de los mapuches y que es descrita en el poema épico La Araucana de Alonso de Ercilla. La prueba consistía en ver quien de los candidatos era capaz de aguantar más tiempo con el tronco de un árbol a hombros. Caupolicán salió victorioso después de resistir dos días con el tronco en sus hombros.

## El poema
Es algo formidable que vió la vieja raza: 

	robusto tronco de árbol al hombro de un campeón 
	salvaje y aguerrido, cuya fornida maza 		
	blandiera el brazo de Hércules, ó el brazo de Sansón. 

	Por casco sus cabellos, su pecho por coraza, 
	pudiera tal guerrero, de Aráuco en la región, 
	lancero de los bosques, Nemrod que todo caza, 
	desjarretar un toro, ó estrangular un león. 

	Anduvo, anduvo, anduvo. Le vió la luz del día, 
	le vió la tarde pálida, le vió la noche fría, 
	Y siempre el tronco de árbol á cuestas del titán.

	«¡El Toqui, el Toqui!» clama la conmovida casta. 
	Anduvo, anduvo, anduvo. La Aurora dijo: «Basta.» 
    
	e irguióse la alta frente del gran Caupolicán.

## Contenido
El soneto se centra en una prosopografía del líder Caupolicán, que en las dos primeras estrofas del poema describe a su protagonista y en las dos últimas cuenta la gesta que lleva a cabo. La estructura métrica del soneto muestra el empleo de versos alejandrinos y serventesios, en lugar de endecasílabos y cuartetos, cambios característicos de la poesía modernista. 
Destaca igualmente el ritmo y la sonoridad de la composición, en la que abundan las consonantes ásperas que contribuyen en su conjunto a transmitir la impresión de fuerza unido al protagonista que quiere trasladar Rubén Darío.